# Tractionel
Tractionel was een Belgisch bedrijf dat in 1929 ontstond uit de fusie van de Société d'Électricité et de Traction en de Compagnie Auxilliare d'Électricité et de Transpor en in 1986 fuseerde met Electrobel tot Tractebel.

## Geschiedenis

### Voorgeschiedenis
De oorsprong van Tractionel ligt bij de Compagnie Mutuelle de Tramways (C.M.T.). 
In 1919 moet de C.M.T. gered worden van het faillissement na de Russische Revolutie. De C.M.T. had verschillende belangen in Russische steden. De C.M.T. wordt aldus in 1919 geherkapitaliseerd en veranderd van naam. De nieuwe naam van de S.M.T. luidt Société d'Électricité et de Traction (S.E.T.), afgekort tot Électricité et Traction.

### Ontstaan
In 1929 fuseert de S.E.T. met de Compagnie Auxilliare d'Électricité et de Transpor. De nieuwe naam werd Traction & Électricité

### Na de Tweede Wereldoorlog
Na de Tweede Wereldoorlog was Traction & Électricité actief in het opzetten van het elektriciteitsnetwerk, en daarna in de bouw van de Belgische kerncentrales.

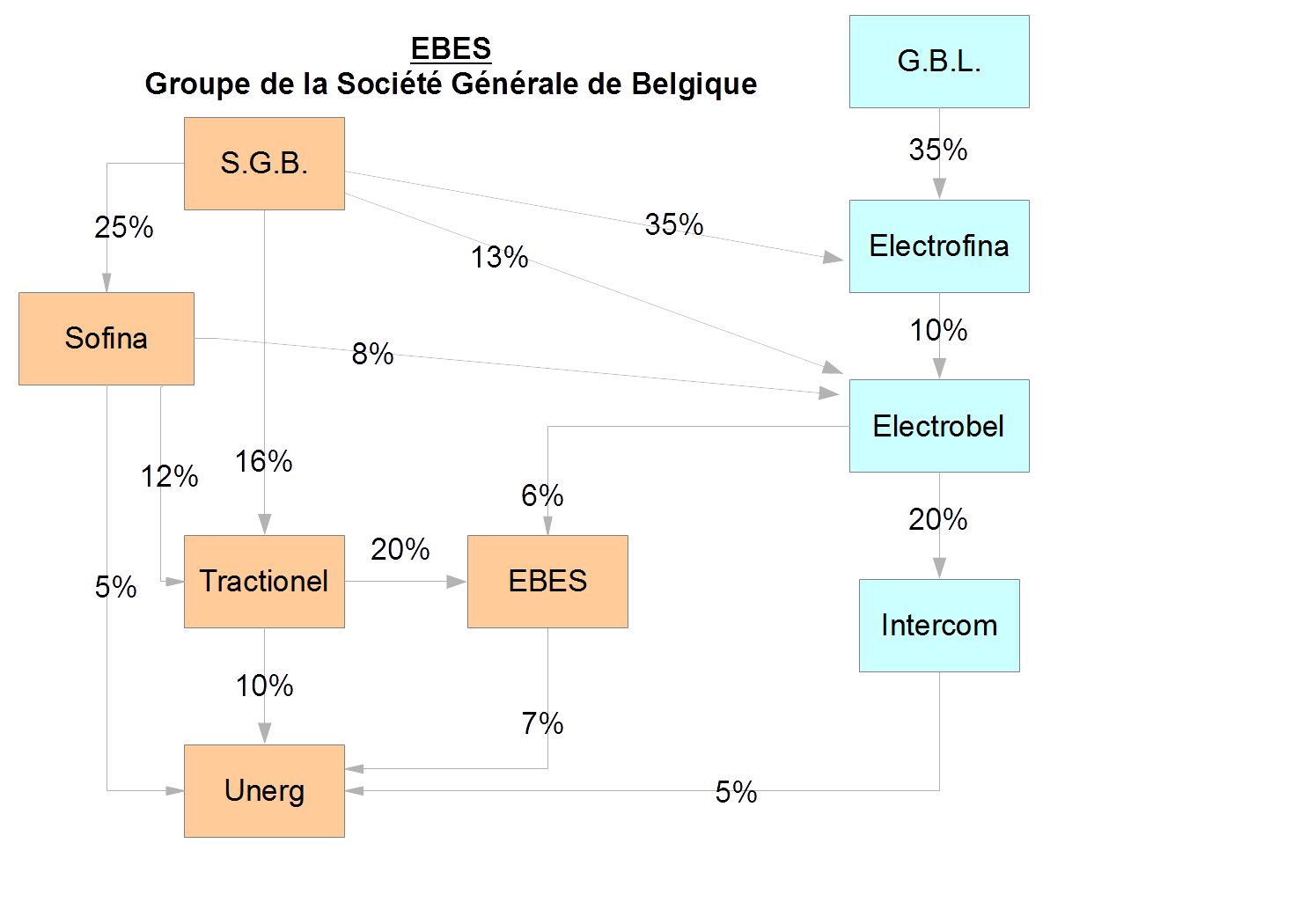
Vereenvoudigd organigram van de groep GM/Ebes, begin jaren 80

In 1982 bezat Tractionel 20% van de aandelen van energiebedrijf EBES, de eigenaar van de kerncentrale van Doel en 10% van de aandelen van Unerg. Tractionel zelf stond onder toezicht van de Generale Maatschappij van België, de belangrijkste aandeelhouder.
In 1986 fuseerde Tractionel met Electrobel tot Tractebel. Na het ontstaan van Electrabel in 1990 ontwikkelt het bedrijf zich meer en meer tot een normaal ingenieursbureau.